# Ladislas Kijno
 (janvier 2016).
Si vous disposez d'ouvrages ou d'articles de référence ou si vous connaissez des sites web de qualité traitant du thème abordé ici, merci de compléter l'article en donnant les références utiles à sa vérifiabilité et en les liant à la section « Notes et références ».
Ladislas Kijno (né le 27 juin 1921 à Varsovie et mort le 27 novembre 2012 à Saint-Germain-en-Laye), est un peintre français. Il s'installe en 1925 à Nœux-les-Mines (Pas-de-Calais). Il vit, depuis les années 1980, à Saint-Germain-en-Laye, près de Paris, où il meurt trente ans plus tard.
Il est une figure majeure du mouvement de la peinture informelle.

## Parcours artistique
Après une enfance dans un milieu modeste, Ladislas Kijno étudie la philosophie, avec notamment Jean Grenier, puis fréquente l'atelier de Germaine Richier dans l'après-Seconde Guerre mondiale. Installé en région parisienne depuis la fin des années 1950, il a, au fil des décennies, multiplié les vaporisations en peinture et s'est imposé comme l'un des maîtres de la technique dite du froissage.
Sa rencontre avec Louis Aragon et Francis Ponge en 1943 l'a également amené à beaucoup œuvrer en collaboration avec des poètes. D'innombrables hommages habitent ses créations : Nicolas de Staël, Nelson Mandela, Galilée puis Gagarine ; mais encore les combats aux côtés des peuples algériens ou vietnamiens, mais aussi Tahiti, la Chine et l'île de Pâques.
Kijno participe à la biennale de Venise en 1980. Dans les années 1990, il travaille à la rose du portail de Notre-Dame de la Treille de Lille. Elle sera achevée 9 ans plus tard…
En 1991, un numéro de la revue L'Amateur d'art lui est en partie consacré, avec en particulier un entretien avec Jean-Pierre Thiollet, intitulé : « Ladislas Kijno : Je suis un moine de l'Art ! ».

### Centre d'art sacré contemporain de Lille
En 1996, Kijno suggère à Monseigneur Vilnet, évêque de Lille, l’idée de dédier cette partie « moderne » de la crypte à un espace d’exposition d’œuvres contemporaines sur le thème de la Passion du Christ. Sept années plus tard, le Centre d'art sacré contemporain voit le jour, grâce au soutien du conseil régional et de l’association pour la Rénovation du site de la Treille à l’origine de la façade actuelle, accueillant environ une cinquantaine d’œuvres de la collection Delaine.
Inauguré le 7 décembre 2003, au lendemain du lancement officiel de Lille 2004, Capitale européenne de la culture et dans le cadre de la célébration – anniversaire – des 90 ans du diocèse de Lille, il accueillera quelques grands noms de la création artistique contemporaine : Georg Baselitz, Lucio Fontana, Robert Combas, Kijno ou Andy Warhol.

## Repères biographiques
(janvier 2016).
- 1943 - il commence une longue correspondance avec Paul Claudel. Il découvre Brocéliande d'Aragon et Le Parti-pris des choses de Francis Ponge.
- 1946 - il expérimente les premiers papiers froissés qui le feront connaître internationalement.
- 1949 - il participe avec quelques-uns des plus grands artistes de la première moitié du XXe siècle - Henri Matisse, Georges Braque, Fernand Léger, Georges Rouault, Jean Bazaine, Germaine Richier, entre autres - à la décoration de l'Église d'Assy (Haute-Savoie) : il peint une Cène pour la crypte.
- 1954 - à Paris, première exposition personnelle à la galerie Saint-Placide.
- 1955 - brûle la totalité de ce qu'il a peint depuis deux ans (250 toiles) et part s'établir à Antibes.
- 1957 - Dor de la Souchère, ami de Nicolas de Staël et de Pablo Picasso, prend l'initiative d'organiser la première grande exposition Kijno, au Musée d'Antibes.
- 1958 - expose sa série des galets d'Antibes et ses toiles et papiers froissés de Funchal à Paris, à la galerie Henri Bénézit. Préface de Nikos Kazantzakis.
- 1962 - première exposition à la galerie Henri Dupont, à Lille. Kijno réalise de nombreux projets d'art mural.
- 1966 - Fondation Maeght, Saint-Paul, 10 ans d'art vivant.

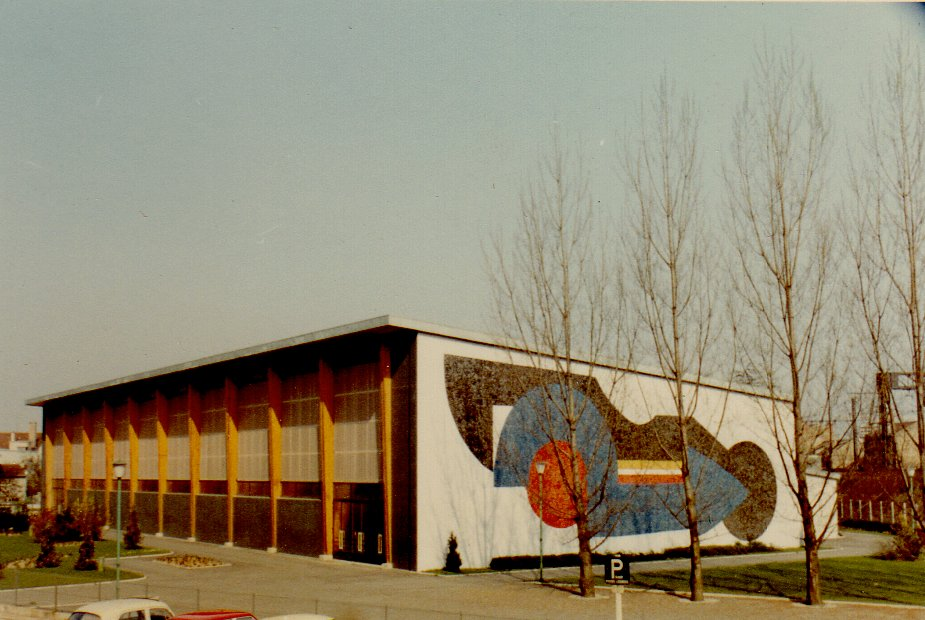
Gymnase Buchet à Juvisy-sur-Orge, en 1967 après réalisation de l’œuvre de Ladislas Kijno

- Gymnase Buchet à Juvisy-sur-Orge, en 1967 après réalisation de l’œuvre de Ladislas Kijno1967 - Façades nord et sud, Gymnase Buchet, Juvisy-sur-Orge.
- 1968 - réalisation d'une grande mosaïque avec Luigi Guardigli pour le collège Louise-Michel de Saint-Étienne-du-Rouvray.
- 1969 - le combat pour Angela Davis inspire à Kijno une longue série de thématiques sur La femme debout.
- 1971 - rétrospective au musée du Havre. Rétrospective à la maison de la culture de Rennes.
- 1972 - Gérard et Georgette Gosselin présentent une exposition de Ladislas Kijno (peintures) et Albert Féraud (sculptures) dans le cadre du Xe Festival culturel de Saint-Étienne-du-Rouvray (préface de Raoul-Jean Moulin.
- 1973 - à la galerie Motte, à Genève, Hommage à Andreï Roublev, peintures et sculptures intégrées de Féraud et Kijno.
- 1974 - Sculptures en montagne au plateau d'Assy sur un poème de Jean-Pierre Lemesle, Kijno participe à la réalisation de grandes structures colorées avec Albert Féraud, Pierre Gastaud et Michel Guino.
- 1975 - Façade Gymnase Léon Cheymol à Savigny-sur-Orge.
- 1980 - à la Biennale de Venise, Kijno présente 30 toiles froissées monumentales sous le titre Théâtre de Néruda. Cet ensemble sera ensuite exposé au Palais Royal de Caserte, à l'Arrengario de Milan, au musée d'art contemporain de Dunkerque, au centre Noroît d'Arras, à la fondation Pernod, au musée de Toulon et à la maison de la culture de Montbéliard avant d'être définitivement installé au Grand Palais de Lille.
- 1981-82 - réalise 70 variations sur Les bronzes de Riace, toiles et papiers froissés lors de son séjour chez Antonio Sapone, au Centro Umanistico Incontri Internazionali, à Bellona, en Italie. Suivra en juillet 1998 l'exposition I bronzi di Riace au Musée municipal de Numana (Ancône), Italie ; exposition reconduite de décembre 2007 à février 2008 au Palazzo Reale de Bellona.
- 1982 - séjour en Chine avec Chu Teh Chun : il commence son grand cycle thématique Retour de Chine qui sera présenté au manège royal de Saint-Germain-en-Laye, au château de Vascœuil et au Prieuré d'Airaines.
- 1985 - à la demande de Jean-Claude Casadesus, Kijno réalise une série de dessins sur Carmen que le chef d'orchestre dirige au théâtre d'Orange. Voilà près de trente ans que les deux hommes entretiennent d'étroits rapports sur les thèmes des pulsions créatrices et des relations entre la gestique en musique et la gestuelle en peinture.
- 1987 - présentation de Cris et silence à la galerie Antonio Sapone, à Nice.
- 1988 - installation de dix visages monumentaux de Bouddha dans le colombier du château de Vascœuil à l'occasion de l'exposition à la fondation du château.
- 1989 - à la Biennale de Los Angeles Kijno est présenté par Marguerite Motte. Série des grandes toiles sur les statues de l'île de Pâques. Séjour à Tahiti dans le cadre de L'Atelier des tropiques. Réalise une série Retour de Thahiti présentée à la galerie Trigano à Paris et à la galerie Sapone à Nice.
- 1991 - expérimentation avec le professeur David Khayat, à l'hôpital de la Salpêtrière sur la possible influence bénéfique de l'art sur les traitements de longues maladies.
- 1993 - exposition au Val Fourré avec Tal-Coat et Daniel Mohen.
- 1994 - exposition itinérante au Canada : Signes premiers dans l'esprit du métissage des cultures, avec Riopelle et Chu Teh-chun.
- 1999 - Kijno voit enfin réalisée sa grande rosace de la cathédrale de Lille dans une structure métallique de Peter Rice ; rétrospective au musée de Cagnes-sur-Mer.
- 2000 - grande rétrospective au musée des beaux-arts de Lille.
- 2001 - musée Paul-Valéry, à Sète.
- 2002 - ensemble de 70 papiers froissés, Variations psychanalytiques sur Tristan Tzara présentés au château des Stuarts, à Aubigny-sur-Nère, à L'Espace 1989 de Saint-Ouen et à la Maison Elsa Triolet-Aragon, à Saint-Arnoult-en-Yvelines où il sera définitivement installé. Suivent Les écritures blanches, série de 60 études sur Bouddha avec le sculpteur Jean-Pierre Rives présentées à la Fiera d'arte et à la Galerie 92.
- 2004 - Chemin de croix de l'amour, peintures et dessin sur des textes et poèmes de Bernard Noël.
- 2005 - Variations sur l'Oiseau de feu de Stravinsky présentées à la galerie Hélène Trintignan, Montpellier.
- 2006 - rétrospective présentée au château Saint-Michel (musée d'état russe), à Saint-Pétersbourg - Kijno et Jean-Pierre Le Boul'ch (†) sont les invités d'honneur de l'exposition Art Sénat à l'orangerie du Luxembourg à Paris.
- 2008 - exposition du Chemin de Croix, œuvre commune avec Robert Combas et présentée à la Chapelle Saint-Louis des Gobelins, à Paris.
- 2012 - Ladislas Kijno, les grandes œuvres, au Centre d’art La Malmaison à Cannes.
- 2013 - exposition Combas-Kijno au Centre d'Art et d'histoire du château de Vascœuil[4].
- 2014 - exposition du Chemin de Croix, œuvre commune avec Robert Combas et présentée à l'Espace Dominique Bagouet, à Montpellier[5].
- 2017 - La grande utopie de Kijno, expositions présentées au Manège royal, à l'Espace Vera, à la Bibliothèque multimédia et à la CLEF, Saint-Germain-en-Laye[6].

## Œuvres dans les collections publiques
- Donation Ladislas Kijno, Nœux-les-Mines ;
- Communauté de communes de Nœux et environs[7] ;
- Musée national d'art moderne (Beaubourg) ;
- Musée National moderne de la ville de Paris ;
- Musée Picasso d'Antibes ;
- Musée Paul Valery, Sète ;
- Musées des beaux-arts de Lille, du Havre, de Dunkerque et de Marseille ;
- Fondation Maeght ;
- Musées des beaux-arts d'Alger, de Dresde, de Santiago du Chili, de Pékin, de Caserte et de Tahiti ;
- Musée Pierre-Noël de Saint-Dié-des-Vosges ;
- Fundació Peter Stämpfli/Art Contemporain à Sitges, Catalogne.

## Livres d'artiste
En 2005 paraît Le Berceau de Phénicie, un long poème de François Xavier dans lequel le peintre propose deux versions enlacées dans les vers (l'une proche du style naïf, l'autre plus aérienne et sœur de la calligraphie japonaise) ; livre monumental imprimé sur vélin Johannot, au format italien (250 × 330) à 70 exemplaires numérotés, Jean-Pierre Huguet Éditeur, en 2005. Dans son coffret, il abrite aussi une gravure originale au carborundum réalisée par l’atelier Pasnic et signée au feutre noir.

## Radio, télévision et cinéma
L'œuvre de Kijno a fait l'objet de plusieurs films, en particulier de Gérard Szabatura, Dominik Rimbault, Daniel Le Comte, Raoul Sangla, Agostini et Georges Marti, et a été présenté de nombreuses fois à la télévision et à la radio par Micheline Sandrel, Michel Lancelot, Jacques Chancel, Yves Mourousi, Jean Bertho, Bruno Vouters et José Artur…